# Isoperla luzoni
Isoperla luzoni és una espècie d'insecte plecòpter pertanyent a la família dels perlòdids.

## Hàbitat
En el seu estadi immadur és aquàtic i viu a l'aigua dolça, mentre que com a adult és terrestre i volador (el seu període de vol s'estén des de finals de la primavera fins a finals de l'estiu).

## Distribució geogràfica
Es troba a l'Europa Occidental.